# 初めての特撮 BEST vol.1
『初めての特撮 BEST vol.1』（はじめてのとくさつ ベスト ボリューム1）は、特撮のベスト・アルバム。

## 解説
徳間ジャパン時代の楽曲から選曲した特撮初のベストアルバム。

## 収録曲
1. Invitation
作曲：三柴理
2. ジェロニモ
作詞：BAKI , BARY / 補作詞：大槻ケンヂ / 作曲：NAOKI / 編曲：特撮
3. アベルカイン
作詞・作曲：大槻ケンヂ / 編曲：特撮
4. ヨギナクサレ
作詞・作曲：大槻ケンヂ / 編曲：特撮
5. パティー・サワディー
作詞・作曲：大槻ケンヂ / 編曲：特撮
6. ピアノ・デス・ピアノ
作詞：大槻ケンヂ / 作曲：本城聡章 / 編曲：特撮
7. 殺神
作詞：大槻ケンヂ / 作曲：NARASAKI / 編曲：特撮
8. オーケンのアザナエル
作詞：大槻ケンヂ / 作曲：NARASAKI / 編曲：特撮
アルバム「ヌイグルマー」収録のNARASAKIボーカル曲の大槻ボーカルバージョン。
9. テレパシー
作詞・作曲：大槻ケンヂ / 編曲：特撮
10. ヤンガリー
作詞：大槻ケンヂ / 作曲：ザ蟹（三柴理×塩野道玄） / 編曲：特撮
映画「怪獣大決戦ヤンガリー」主題歌
11. アクアヤンガリー
作詞：大槻ケンヂ / 作曲：ザ蟹（三柴理×塩野道玄） / 編曲：特撮
12. 人狼天使
作詞：大槻ケンヂ / 作曲：NARASAKI / 編曲：特撮
13. カーネーション・リインカネーション
作詞：大槻ケンヂ / 作曲：本城聡章、King-Show / 編曲：特撮
14. 文豪ボースカ
作詞：大槻ケンヂ / 作曲：MASTER K / 編曲：特撮
15. バーバレラ
作詞：大槻ケンヂ / 作曲：NARASAKI / 編曲：特撮
16. スウェードの愛のテーマ
作詞：大槻ケンヂ / 作曲：NARASAKI / 編曲：特撮
17. ケテルビー
作詞：大槻ケンヂ、Albert Ketelbey / 作曲：NARASAKI、Albert Ketelbey / 編曲：特撮
18. あの娘が遊びに来る前に
初回限定盤のみ収録